# 栄橋 (北陸自動車道)
栄橋（さかえばし）は、新潟県燕市八王寺 - 三条市今井の信濃川に架かる北陸自動車道の橋長368.2 m（メートル）の桁橋。栄PA - 三条燕IC間に位置する。

## 概要
- 形式 - 鋼4径間および3径間連続非合成4主鈑桁橋
- 橋長 - 368.200 m
  - 支間割 - 4×52.300 m + 3×52.300 m
- 幅員
  - 総幅員 - 11.650 m[注釈 1]
  - 有効幅員 - 10.000 m[注釈 2]
  - 車線幅 - 3.500 m
- 桁高 - 2.600 m
- 床版 - 鉄筋コンクリート[注釈 3]

## 歴史
1978年（昭和53年）9月21日に本橋を含む新潟黒埼IC - 長岡IC間が開通。架橋時は燕市と南蒲原郡栄村にあった。栄村は1981年（昭和56年）10月1日に町制施行し栄町となり、2005年（平成17年）5月1日に合併により三条市となった。
供用開始から40年以上が経過し、床版の防水工が設置されておらず凍結防止剤散布に伴う塩害によって舗装劣化や床版コンクリートの土砂化やひび割れが生じており、抜本的対策として貝喰川橋と共にリニューアル工事を行い、プレキャストPC床版への取替に2020年度（令和2年度）に着手した。当該区間は日平均4万台近くの交通量を有し、対面3車線の交通を確保するため上下線の間を仮設して、朝夕の交通量の差に対応するためリバーシブルレーンとしている。施工は2020年度（令和2年度）に上下線間の仮設横梁・床版設置を実施し、2021年度（令和3年度）に下り線・上り線の床版取替、2022年度（令和4年度）に中間の床版取替および高欄設置を行い床版取替を完了する予定である。